# La Torre Oscura V: lobos del Calla
Lobos del Calla es el quinto libro en la serie de La Torre Oscura, de Stephen King. Este libro continúa la historia de Roland Deschain, Eddie Dean, Susannah Dean, Jake Chambers y Acho mientras hacen su camino hacia la Torre Oscura. El subtítulo de esta novela es RESISTENCIA. Antes de la publicación de la novela, dos extractos fueron publicados: "Calla Bryn Sturgis" fue publicado en 2001 en el sitio oficial de Stephen King, y "El cuento de Gray Dick" fue publicado en 2003 en McSweeney's Mammoth Treasury of Thrilling Tales. Ambos extractos fueron incorporados en formato revisado en la novela. Lobos del Calla fue nominada a los Premios Locus como Mejor Novela Fantástica en 2004.

## Argumento
Luego de escapar a la Topeka alternativa y al malvado mago Randall Flagg, y de sobrevivir a la boreastada que los aconteció luego de cruzar el Río Whye (hechos narrados en La Torre Oscura: El viento por la cerradura), el ka-tet de Roland viaja al pueblo agrícola de Calla Bryn Sturgis, donde conocen a la gente del pueblo, al igual que al Padre Callahan, quien fue introducido originalmente en El misterio de Salem's Lot. Él y los pobladores solicitan la asistencia del ka-tet para batallar contra los lobos de Tronido, quienes vienen una vez por generación para llevarse a un niño de cada par de gemelos del pueblo. Después de estar lejos por un tiempo, los niños son devueltos "arrunados" (arruinados), mentalmente discapacitados y destinados a crecer sufriendo de gigantismo y a morir a una temprana edad. Los lobos volverán en aproximadamente un mes.
El Padre Callahan también cuenta a los pistoleros su notable historia de cómo dejó Maine luego de su batalla con el vampiro Kurt Barlow en la novela El misterio de Salem's Lot. Desde ese encuentro ganó la habilidad de identificar a los vampiros Tipo 3 con un áurea azul. Luego de un tiempo comienza a asesinar a estos vampiros menores mientras los encuentra; sin embargo, esto lo hace un hombre buscado entre los "hampones", por lo que Callahan debe ir al exilio. Finalmente es atraído hacia una trampa y muere, lo que le permite entrar a Mundo-Medio en 1983, como Jake hizo cuando fue asesinado en El Pistolero. Aparece cerca del Calla con una bola de magia maligna llamada "la Trece Negra", y es encontrado por los mannis en un lugar conocido como la Cueva de la Puerta.

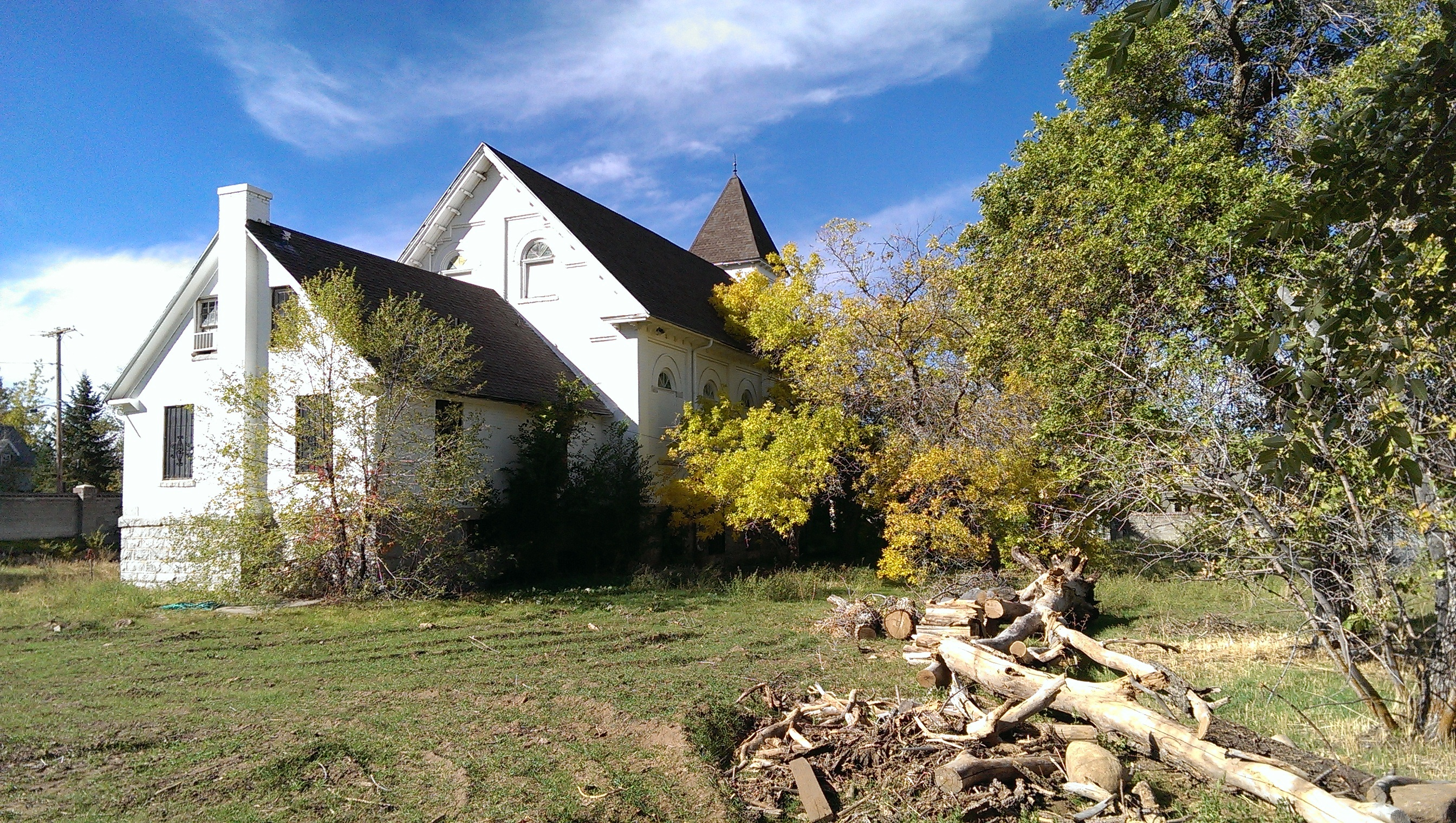
El padre Callahan ha construido una iglesia rural en Calla Bryn Sturgis

Roland de Gilead y su ka-tet no deben sólo proteger a la gente del Calla de los lobos, sino también proteger a una única rosa roja que crece en un solar vacío en la Segunda Avenida y la calle cuarenta y seis en el centro del Manhattan de 1977. Si la misma es destruida, entonces la Torre (que es la rosa en otra forma) caerá. Para volver a Nueva York y prevenir esto, deben usar la siniestra Trece Negra. Además, Roland y Jake han notado extraños cambios en la actitud de Susannah, los cuales están conectados al evento narrado en Las Tierras Baldías, cuando Susannah copula con el demonio del círculo parlante. Roland informa a Eddie que Susannah fue embarazada por el demonio, y a pesar de que teme por su seguridad él se mantiene sorpresivamente calmado. Prometen mantener lo que saben en secreto, pero luego Susannah revela al ka-tet que ella misma se ha tenido que enfrentar al hecho, y se comparte que existe una segunda personalidad viviendo dentro de Susannah, llamada Mia "hija de nadie".
Jake descubre que el padre de Benny Slightman, su nuevo amigo, es un traidor, al seguirlo a un puesto militar que se ubica entre el Calla y Thunderclap, conocido como "El Dogan" (que también es presentado en La Torre Oscura: El largo camino a casa). Jake avisa a Roland, quien muestra piedad al no asesinar a Slightman, sino dejándolo vivo para bien de su hijo y de Jake. Los lobos atacan, utilizando armas que recuerdan a las snitches de la serie de Harry Potter (las cuales de hecho tienen estampado "Modelo Harry Potter"), de J. K. Rowling, y sables láser que aparecen en Star Wars, de George Lucas, y se revelan que son robots y que tienen rostros similares al del doctor Doom. Los pistoleros, con algo de ayuda de unas mujeres lanzadoras de platos del Calla, vencen a los lobos, mientras los niños estaban escondidos fuera de peligro en un arrozal cercano. Mia toma el control del cuerpo de Susannah y huye hacia la cueva de la puerta, donde utiliza a la Trece Negra para transportarse a sí misma a Nueva York.

## Influencias
Stephen King ha reconocido numerosas fuentes de influencia para esta historia, incluyendo a Los siete samuráis, de Akira Kurosawa, su hijastro Los siete magníficos, la trilogía "Hombre sin nombre", de Sergio Leone, y otros trabajos por Howard Hawks y John Sturges, entre otros.
Varias referencias directas a la cultura popular se notan tanto por los personajes como por la narración a través del texto del libro. Algunos ejemplos incluyen: varios de los lobos llevando armas que recuerdan a sables láser y un "robot mensajero" de características similares a C-3PO de las películas de Star Wars, con la apariencia de un robot de Isaac Asimov; los propios lobos, con una apariencia física que parece recordar a la del doctor Doom de los libros de cómics de Marvel Comics, y granadas voladoras llamadas "sneetches" que se afirman son de la línea de productos de "Harry Potter" (una referencia directa a la snitch dorada de los libros de J. K. Rowling, y a los personajes del Dr. Seuss). Además, en una referencia menor a la serie de Harry Potter, King también hace uso de la misma fuente de letra (para los títulos de los capítulos) que se utiliza en los siete libros de dicha serie.